# Etnolect
Een etnolect (etnisch dialect) is een taalvariant van een taal zoals die gesproken wordt door sprekers die behoren tot een bepaalde etnische groep binnen het betreffende taalgebied.

## Algemeen
Het begrip heeft enerzijds betrekking op de taal zoals die gebruikt wordt door sprekers van de betreffende taal terwijl dit niet hun moedertaal is, ze hebben die taal pas op latere leeftijd geleerd. Anderzijds kan er ook mee worden gedoeld op een taalvariant die wel de moedertaal van zijn sprekers is, terwijl de variant duidelijke identificeerbare afwijkingen vertoont ten opzichte van de standaardtaal, afwijkingen die kenmerkend zijn voor de etnische achtergrond van de betreffende sprekers.
Een etnolect is een voorbeeld van een groepstaal. De specifieke manier waarop bijvoorbeeld iemand van Turkse, Indische of Marokkaanse afkomst Nederlands spreekt, is een wezenlijk kenmerk van diens identiteit en van de manier waarop hij zich met zijn eigen etnische groep identificeert.
Etnolecten bestaan in veel talen. Bekende voorbeelden in het Engels zijn bijvoorbeeld het Afro-Amerikaans (dat veel wordt gebruikt in rapmuziek), of het Italiaanse Amerikaans (dat in sommige maffiafilms te horen valt). De belangrijkste etnolecten in het Nederlands zijn het Turks-Nederlands, het Marokkaans-Nederlands, het Italiaans-Nederlands, het Indisch-Nederlands, het Grieks-Nederlands, het Iraans-Nederlands, het Baltisch-Nederlands, het Antilliaans-Nederlands, het Joegoslavisch-Nederlands, het Kaapverdisch-Nederlands en het Surinaams-Nederlands. Een voorbeeld van het Surinaams-Nederlands is het taalgebruik van Edgar Cairo. Dat een allochtoon van de eerste generatie moeilijkheden heeft bij het leren van het Nederlands, is vanzelfsprekend, en sporen van de moedertaal duiken in zulke gevallen onwillekeurig op in zijn Nederlands. Bij allochtonen van de tweede en derde generatie blijven bepaalde afwijkingen echter aanwezig in het Nederlands, zelfs al is Nederlands hun moedertaal. Wetenschappers gaan ervan uit dat deze afwijkingen dienen om het groepsgevoel van de etnische groep te versterken en de identiteit te benadrukken.

## Oorsprong van de term
De Engelse term ethnolect werd in de jaren tachtig van de 20e eeuw geïntroduceerd door de linguïsten Carlock en Wölck in een spraakmakend artikel over het Engels dat gebruikt werd door de afstammelingen van Europese immigranten in de stad Buffalo (in de Amerikaanse staat New York). Carlock en Wölck waren de eerste taalkundigen die opperden dat het feit dat bepaalde afwijkingen in de standaardtaal die door deze Europese Amerikanen werd gebruikt, niet de oorzaak waren van foutief taalgebruik, wat tot dan toe werd aangenomen. In plaats daarvan zou het verklaard kunnen worden door de onbewuste drang van deze bevolkingsgroep om zich in hun taal te differentiëren van de andere bevolkingsgroepen in de stad.
Sommige taalkundigen hebben sindsdien geopperd dat etnolecten een van de belangrijkste drijfveren zijn achter taalverandering; de geschiedenis van de meeste talen, ook het Nederlands, is er een van constante migratie, contacten met andere talen en invloeden van andere etnische bevolkingsgroepen op de taal. Na de Tweede Wereldoorlog werd het Joods-Nederlandse etnolect bijvoorbeeld heel invloedrijk, waarvan woorden als "mazzel" (van "masal", geluk in het Jiddisch) en "jatten" (van "yad", hand in het Jiddisch) nog steeds in het huidige Nederlands terug te vinden zijn.

## Kenmerken en verspreiding
De geschiedenis van de regiolecten in het Nederlandse taalgebied hangt samen met de groeiende industriële bedrijvigheid en de overgang naar de diensteneconomie, wat zorgde voor een grote migratiestroom van gastarbeiders naar de Lage Landen. Daarnaast kwamen inwoners van de voormalige koloniën naar West-Europa. Veel van deze allochtonen spreken nu een taalvariant die elementen bevat van de oorspronkelijke moedertaal (bv. het Turks of het Marokkaans-Arabisch) en verschijnselen die kenmerkend zijn voor tweedetaalverwerving, naast kenmerken van omringende dialecten van het Algemeen Nederlands.
De opvallendste kenmerken van de Nederlandse etnolecten liggen hoofdzakelijk op het gebied van de fonologie (zoals de typische Surinaamse 'oewee') en de grammatica (zoals het weglaten van lidwoorden en "er", en het afwijkende gebruik van het woordgeslacht ("de meisje", "lekkere vlees", "de boek die je nu leest"). De buitenwereld associeert etnolecten met sociale achterstand, maar voor veel sprekers ontwikkelen ze zich tot dragers van de etnische identiteiten. Bovendien genieten etnolecten onder jongeren groeiend prestige. Woorden uit etnolecten komen via de straatcultuur, muziek, tv-series en bekende figuren (Ali B in Nederland, Brahim in Vlaanderen) in de taal van jongeren terecht.
Etnolecten ontwikkelen zich verder vooral in steden.